# Wojskowe zakłady remontowo-produkcyjne
Wojskowe zakłady remontowo-produkcyjne – przedsiębiorstwo państwowe podległe Ministrowi Obrony Narodowej działające według zasad rozrachunku gospodarczego, zajmujące się remontem (naprawą) uzbrojenia i sprzętu wojskowego oraz produkcją części zamiennych, niektórych narzędzi i urządzeń technicznych.

## Lista zakładów
- Wojskowe Zakłady Lotnicze Nr 1 w Łodzi
- Wojskowe Zakłady Lotnicze Nr 2 w Bydgoszczy
- Wojskowe Zakłady Lotnicze Nr 3 w Dęblinie
- Wojskowe Zakłady Lotnicze Nr 4 w Warszawie
- Wojskowe Zakłady Motoryzacyjne w Poznaniu (pierwotnie założone w 1948 z siedzibą w Warszawie)[1]
- Wojskowe Zakłady Inżynieryjne w Dęblinie
- Wojskowe Zakłady Elektroniczne w Zielonce
- Wojskowe Zakłady Łączności Nr 1 w Zegrzu
- Wojskowe Zakłady Łączności Nr 2 w Czernicy
- Wojskowe Centralne Biuro Konstrukcyjno-Technologiczne S.A. w Warszawie
- Wojskowe Zakłady Uzbrojenia w Grudziądzu
- Wojskowe Zakłady Mechaniczne w Siemianowicach Śląskich
- Stocznia Marynarki Wojennej w Gdyni